# Жаботинський полк
Жаботинський полк — одна з козацьких структурних військових одиниць на Чигиринщині середини 17 століття. Назва походить від містечка Жаботин (нині село Кам'янського району Черкаської області), що належало до гетьманського володіння (від 1648). За Реєстром Війська Запорозького 1649 у Чигиринському полку записана Жаботинська сотня (174 козаки). Очевидно, на її основі 1652 року Богдан Хмельницький сформував Жаботинський полк, який спільно з козаками Чигиринського полку й Уманського полку на чолі з Тимошем Хмельницьким діяв на Поділлі, після Батозької битви 1652 в авангарді українського війська вирушив до Кам'янця. Точніших даних про Жаботинський полк не існує.